# 西貝塚 (磐田市)
西貝塚（にしかいづか）は、静岡県磐田市の大字。市の統計などでは西貝地区で分類されている。郵便番号は438-0026。

## 地理
磐田市中心部の東寄りに位置する。西に今之浦川、東に倉西川、中央部を安久路川がそれぞれ南流している。磐田原台地の南端にあたる城之崎丘陵は宅地化が進み、南側の平野部には水田が広がる。
域内には地名の由来となった西貝塚遺跡がある。縄文時代後期から晩期の貝塚群で、住居跡は見つかっていないが、埋葬された人骨や、多数の土器・石器、骨や貝の加工品などが発掘されている。蜆塚遺跡（浜松市）と共に、遠江貝塚群のひとつに挙げられる。

## 歴史
- 1889年（明治22年）4月1日 - 西貝塚村・西之島村・上南田村が合併し西貝村が発足。西貝村の大字となる。西貝村の役場が置かれる。
- 1940年（昭和15年）11月1日 - 西貝村・見付町・中泉町・天竜村と合併して磐田町が発足。磐田町の大字となる。
- 1948年（昭和23年）4月1日 - 磐田町が市制施行し、磐田市となる。磐田市の大字となる。
- 1958年（昭和33年）11月上旬 - 西貝塚遺跡の大規模な発掘調査が行われる。
- 1970年（昭和45年） - 西貝塚の一部が城之崎1～4丁目となる。
- 1975年（昭和50年） - 西貝塚の一部が東山となる。
- 時期不明（平成？） - 西貝塚の一部が安久路となる。

## 人口
2023年11月末時点で、1765世帯・3939人

## 通学区
- 小学校通学区 - 磐田市立磐田中部小学校・磐田市立東部小学校・磐田市立富士見小学校に分かれる[3]。
- 中学校通学区 - 磐田市立磐田第一中学校・磐田市立城山中学校・磐田市立神明中学校に分かれる[4]。

## 施設

### 公園・緑地
- 西貝塚公園
- 緑ケ丘霊園
- ひょうたん池

### 生活施設
- 西貝交流センター
- 東大久保団地
- 西貝保育園

### 商業施設
- イオンタウン磐田
  - マックスバリュ磐田西貝塚店
  - スーパービバホーム磐田店
- ジャンボエンチョー磐田店
- フードマーケット マム磐田南店

### 宗教施設
- 永福寺
- 須賀神社
- 林宝院

### 教育関連施設
- 静岡県立浜松特別支援学校磐田分校・磐田学園
- 中遠建築高等職業訓練校

### ヤマハ発動機
西貝塚の東に位置する新貝にはヤマハ発動機の本社があり、工場・関連施設の一部は西貝塚にも立地している。
サッカーやラグビーの球技専用施設であるヤマハスタジアムもそのひとつで、公式の住所は「磐田市新貝2500」となっているが、これはヤマハ発動機本社所在地の住所と同一であり、スタジアム自体は事実上、西貝塚に立地している。

## 交通

### 鉄道
域内を東海道本線・東海道新幹線が通っているが駅はない。最寄り駅は東海道本線の磐田駅・御厨駅。

### 路線バス
- 遠鉄バス 城之崎線

（磐田駅）← ひょうたん池 - 西貝塚北 →（磐田営業所）

### 道路
- 静岡県道258号豊浜磐田線
- 静岡県道403号磐田掛川線

## 参考資料
- 「角川日本地名大辞典」編纂委員会 編『角川日本地名大辞典 22 静岡県』角川書店、1982年。
- 『西貝塚村』 - コトバンク
  - 『西貝塚』 - コトバンク